# Liste des évêques et archevêques de Los Angeles
Cet article dresse une liste des évêques et archevêques de Los Angeles aux États-Unis.
(Archidioecesis Angelorum in California)
Le diocèse de Los Angeles est érigé le 1er juin 1922, par scission du diocèse de Monterey-Los Angeles.
Il est érigé en archidiocèse le 11 juillet 1936.

## Sont évêques
| Nom           | Portrait | Armoiries | Date de Début   | Date de fin     | Notes                        |
| ------------- | -------- | --------- | --------------- | --------------- | ---------------------------- |
| John Cantwell |          |           | 11 juillet 1936 | 30 octobre 1947 | évêque puis promu archevêque |

## Puis sont archevêques
| Nom                    | Portrait | Armoiries | Date de Début   | Date de fin     | Notes            |
| ---------------------- | -------- | --------- | --------------- | --------------- | ---------------- |
| John Cantwell          |          |           | 11 juillet 1936 | 30 octobre 1947 | promu archevêque |
| James Francis McIntyre |          |           | 7 février 1948  | 21 janvier 1970 | Cardinal         |
| Timothy Manning        |          |           | 21 janvier 1970 | 4 juin 1985     | Cardinal         |
| Roger Michael Mahony   |          |           | 16 juillet 1985 | 1er mars 2011   | Cardinal         |
| José Horacio Gómez     |          |           | 1er mars 2011   |                 | Cardinal         |

## Sources
- L'Annuaire pontifical, sur le site http://www.catholic-hierarchy.org, à la page